# 맥베스의 비극 (영화)
《맥베스의 비극》(영어: The Tragedy of Macbeth)은 2021년 개봉한 미국의 드라마 영화로, 코언 형제 중 형인 조엘 코언이 처음으로 단독 연출을 맡는다. 윌리엄 셰익스피어의 희곡 《맥베스》를 기반으로 한 내용이며, 덴절 워싱턴이 맥베스 역을, 프랜시스 맥도먼드가 맥베스 부인 역을, 그리고 브렌던 글리슨, 코리 호킨스가 각각 덩컨 왕과 맥더프 역을 맡는다.
2021 뉴욕 영화제 개막작이다. 미국에서 A24를 통해 극장 개봉한 이후에 애플 TV+를 통해 글로벌 공개된다.

## 줄거리
스코틀랜드 왕 던컨의 군대를 이끌고 반역자 코더의 영주를 물리친 맥베스와 뱅쿼는 전장에서 세 마녀를 만난다. 마녀는 글래미스의 영주인 맥베스가 코더의 영주라고 하고 왕이 될 것이며 뱅쿼는 왕은 되지 못하지만 왕의 혈통을 낳을 것이라고 예언을 한다. 던컨 왕은 로스 영주에게 코더를 처형하고 그 직위를 맥베스에게 넘기라고 명령한다.
맥베스는 던컨이 왕자 말콤을 컴벌랜드의 왕자로 지명하자 경악한다. 맥베스는 아내인 맥베스 부인에게 편지를 써서 그녀에게 마녀로부터 들은 예언을 알린다.
던컨이 맥베스의 성에서 하룻밤을 보내기로 결정하자 레이디 맥베스는 남편에게 살인을 저지르라고 부추긴다. 그녀는 왕의 시종들에게 약을 먹이고 주저하던 맥베스는 살인을 자행한다. 다음날 이른 아침, 파이프의 영주 맥더프는 죽은 왕의 시신을 발견하고 맥베스는 은폐하기 위해 왕의 시종들을 살해한다. 자신의 목숨이 두려운 던컨의 아들 맬컴은 영국으로 도피하고, 맥베스가 대신 새 왕으로 즉위한다. 뱅쿼에 관한 예언에 불안하던 맥베스는 그와 그의 아들 플리언스를 살해할 준비를 한다. 맥베스의 암살자들은 로스와 함께 세번째 살인자로서 뱅쿼를 죽인다. 로스는 들판을 가로질러 플리언스를 쫓는다.
점점 편집증에 시달리던 맥베스는 무서운 폭군이 된다. 왕실 연회에서 그는 환각을 느끼고 뱅코의 유령에 열광하기 시작한다. 맥베스 부인은 그를 진정시키기 위해 약을 먹기 전에 손님들을 해산시킨다. 황홀경에 빠진 맥베스에게 다시 마녀들이 찾아온다. 마녀는 그레이트 버넘 숲이 던시네인 언덕에 올 때까지 그가 왕으로 있을 것이며 여자에게서 태어난 남자에게 그가 해를 입지 않을 것이고 맥더프를 조심하라고 말하는 플리언스의 환상을 연상시킨다. 맥베스는 맥더프 가족 전체를 죽이라고 명령하지만 맥더프 자신은 일찍이 영국으로 도피한 후 살아남는다.
죄책감에 휩싸인 레이디 맥베스는 몽유병을 시작하고 점차 광기에 빠져든다. 로스는 비밀리에 잉글랜드를 방문하여 맥더프에게 가족의 죽음을 알린다. 슬픔에 잠긴 맥더프는 복수를 다짐하고, 말콤은 잉글랜드의 도움으로 군대를 소집한다. 군대는 버남 숲에서 나뭇가지를 베어 위장으로 사용하고 던시네인에 있는 맥베스의 성으로 진군하여 예언 중 하나를 성취한다. 레이디 맥베스가 죽고 맥베스는 더 큰 절망에 빠진다. 여전히 자신의 무적을 확신하는 그는 결국 맥더프의 결투에 도전한다. 맥더프는 자신이 여자에게서 태어난 것이 아니라 제왕절개로 태어났다고 선언한다. 맥베스는 처음에는 거절하지만 결국 맥더프의 도전을 받아들인다. 맥더프는 맥베스를 무찌르고 참수하여 마지막 예언을 성취시킨다. 말콤은 스코틀랜드의 새로운 왕으로 즉위한다. 한편 플리언스는 살아 있는 것으로 밝혀지고 로스는 그를 스코틀랜드에서 쫓아낸다. 까마귀 떼가 전경에서 나타나 길을 청소하고 뱅쿼의 자손에 대한 마녀의 예언이 성취되었음을 나타낸다.

## 출연진
- 덴절 워싱턴 - 맥베스 경
- 프랜시스 맥도먼드 - 맥베스 부인
- 브렌던 글리슨 - 던컨 왕
- 코리 호킨스 - 맥더프
- 모지스 잉그럼 - 맥더프 부인
- 해리 멜링 - 맬컴
- 랠프 아인슨
- 브라이언 톰슨 - 암살자
- 숀 패트릭 토머스 - 몬테이스
- 루커스 바커 - 플린스
- 캐스린 헌터 - 마녀